# الدوري الإسباني الدرجة الثانية 1992–93
دوري الدرجة الثانية الإسباني 1992–93 (بالإسبانية: Segunda División de España 1992-93)‏ هو الموسم 62 من دوري الدرجة الثانية الإسباني. أشرف على تنظيمه الاتحاد الملكي الإسباني لكرة القدم، وكان عدد الأندية المشاركة فيه 20، وفاز فيه نادي لاردة.